# مقاطعة لوق
مقاطعة لوق (بالصومالية: Degmada Luuq)‏ إحدى مقاطعات محافظة جدو جنوب غرب الصومال، عاصمتها لوق.

## روابط خارجية
- مقاطعات الصومال
- الخريطة الإدارية لمقاطعة لوق